# Домбрувка-Нова (Мазовецьке воєводство)
Домбрувка-Нова (пол. Dąbrówka Nowa) — село в Польщі, у гміні Блендув Груєцького повіту Мазовецького воєводства.
Населення — 112 осіб (2011).
У 1975-1998 роках село належало до Радомського воєводства.

## Демографія
Демографічна структура станом на 31 березня 2011 року:
|          | Загалом | Допрацездатний вік | Працездатний вік | Постпрацездатний вік |
| -------- | ------- | ------------------ | ---------------- | -------------------- |
| Чоловіки | 60      | 14                 | 32               | 14                   |
| Жінки    | 52      | 10                 | 24               | 18                   |
| Разом    | 112     | 24                 | 56               | 32                   |